# System hippodamejski
System hippodamejski to jeden ze sposobów racjonalnego rozplanowania miasta. Jego autorstwo przypisuje się Hippodamosowi z Miletu – greckiemu urbaniście działającemu w V wieku p.n.e. Jednak system ten był stosowany w Jonii już w VII wieku p.n.e., a Hippodamos jedynie rozpowszechnił go w Grecji właściwej.
System uwzględnia warunki naturalne, perspektywiczny rozwój i funkcjonalność miasta. Obszar przyszłego miasta o wyraźnie zakreślonych granicach dzielono głównymi arteriami wytyczonymi wzdłuż osi północ-południe i wschód-zachód na kwartały. W centralnie usytuowanej części miasta lokowano ośrodek administracyjno-handlowy (agora) i kultowy (akropol), pozostałe kwartały zapełniała zabudowa mieszkalna. Miasto uzupełniały np. gimnazjon i teatr. Główne i boczne ulice krzyżowały się pod kątem prostym, tworząc geometryczną regularną siatkę.
Według tych zasad zbudowano m.in. Milet, Priene, Pireus (ok. 475 roku p.n.e.), Aleksandrię, Rodos i grecką kolonię Turioj w Italii.
W okresie hellenistycznym hippodamejski plan miasta znalazł pełne zastosowanie przy zakładaniu licznych Aleksandrii, Seleucji i Antiochii oraz przy przebudowie starych ośrodków miejskich, z których dotychczas najlepiej zostało zbadane Priene.